# 杨奚
杨奚（1924年—1945年6月19日），原名杨振环、别名杨振玮，祖籍湖南长沙，出生于上海，新四军人物。

## 生平
1929年，杨奚进入干公小学读书，1935年毕业。高中考入光华戏剧专科学校，因从事民运被学校开除。1939年初，参加上海学生协会组织的学运。1940年11月，抵达苏北参加新四军。1941年3月，加入中国共产党。1943年3月，奉命抵达浙东参加游击纵队，任纵队政治部政工队戏剧组组长。1945年6月19日，在参加讨伐伪军田岫山部的许岙攻坚战中阵亡。